# Next Generation ATP Finals 2018
Le Next Generation ATP Finals 2018 sono state un torneo di tennis giocato sul cemento indoor, 2ª edizione delle Next Generation ATP Finals. È stato il torneo di fine anno per i migliori giocatori Under-21 dell'ATP World Tour 2018 e si è giocato alla Fieramilano di Rho, in Italia, dal 6 al 10 novembre 2018.

## Regolamento
Il torneo prevede un regolamento innovativo per gli incontri disputati:
- Set da quattro game (tie-break sul 3-3)
- Partite al meglio dei cinque set
- Sul punteggio di 40-40 si gioca il “killer point”
- Sparisce la regola del “let” sul servizio

- Warm-up pre-partita ridotto
- Introduzione dello “shot clock”
- Limite di un Medical Time Out a match per ogni giocatore
- Possibilità di coaching

Un’altra novità è l’assenza dei giudici di linea che saranno sostituiti da un Hawk-Eye Live.

## Partecipanti
Hanno partecipato i migliori classificati della Emirates ATP Race to Milan. L'ottavo posto è stato riservato a una wild card italiana. I giocatori devono avere 21 anni o meno (nati nel 1997 o successivamente per l'edizione 2018).
- I giocatori in "oro" si sono qualificati.
- I giocatori in "oro scuro" si sono qualificati ma ritirati dal torneo.

| Classifica finale della Race to Milan (2 novembre 2018) | Classifica finale della Race to Milan (2 novembre 2018) | Classifica finale della Race to Milan (2 novembre 2018) | Classifica finale della Race to Milan (2 novembre 2018) | Classifica finale della Race to Milan (2 novembre 2018) | Classifica finale della Race to Milan (2 novembre 2018) | Classifica finale della Race to Milan (2 novembre 2018) | Classifica finale della Race to Milan (2 novembre 2018) |
| #                                                       | ATP Rank                                                | Giocatore                                               | Punti                                                   | +/-                                                     | Tornei                                                  | Anno di nascita                                         |                                                         |
| ------------------------------------------------------- | ------------------------------------------------------- | ------------------------------------------------------- | ------------------------------------------------------- | ------------------------------------------------------- | ------------------------------------------------------- | ------------------------------------------------------- | ------------------------------------------------------- |
| 1                                                       | 5                                                       | Alexander Zverev                                        | 5,085                                                   | Stabile                                                 | 20                                                      | 1997                                                    |                                                         |
| 2                                                       | 14                                                      | Stefanos Tsitsipas                                      | 2,095                                                   | Stabile                                                 | 30                                                      | 1998                                                    |                                                         |
| 3                                                       | 27                                                      | Denis Shapovalov                                        | 1,430                                                   | Stabile                                                 | 26                                                      | 1999                                                    |                                                         |
| 4                                                       | 33                                                      | Alex de Minaur                                          | 1,288                                                   | Stabile                                                 | 26                                                      | 1999                                                    |                                                         |
| 5                                                       | 43                                                      | Frances Tiafoe                                          | 1,035                                                   | Stabile                                                 | 24                                                      | 1998                                                    |                                                         |
| 6                                                       | 45                                                      | Taylor Fritz                                            | 969                                                     | Stabile                                                 | 27                                                      | 1997                                                    |                                                         |
| 7                                                       | 70                                                      | Andrej Rublëv                                           | 715                                                     | Stabile                                                 | 21                                                      | 1997                                                    |                                                         |
| 8                                                       | 74                                                      | Jaume Munar                                             | 697                                                     | Stabile                                                 | 30                                                      | 1997                                                    |                                                         |
| 9                                                       | 82                                                      | Hubert Hurkacz                                          | 650                                                     | 2                                                       | 28                                                      | 1997                                                    |                                                         |
| Wildcard italiana                                       |                                                         |                                                         |                                                         |                                                         |                                                         |                                                         |                                                         |
| 114                                                     | 622                                                     | Liam Caruana                                            | 45                                                      | 16                                                      | 20                                                      | 1998                                                    |                                                         |
| Riserve                                                 |                                                         |                                                         |                                                         |                                                         |                                                         |                                                         |                                                         |
| 10                                                      | 96                                                      | Ugo Humbert                                             | 579                                                     | 1                                                       | 27                                                      | 1998                                                    |                                                         |
| 11                                                      | 103                                                     | Michael Mmoh                                            | 541                                                     | 1                                                       | 27                                                      | 1998                                                    |                                                         |

### Gruppi
| Gruppo A           | Gruppo B       |
| Stefanos Tsitsipas | Alex de Minaur |
| Frances Tiafoe     | Taylor Fritz   |
| Hubert Hurkacz     | Andrej Rublëv  |
| Jaume Munar        | Liam Caruana   |

## Campioni

### Singolare
Stefanos Tsitsipas ha battuto in finale  Alex de Minaur con il punteggio di 2-4, 4-1, 4-33, 4-33.
- È il secondo titolo in carriera per Tsitsipas, il secondo della stagione.